# Zetes

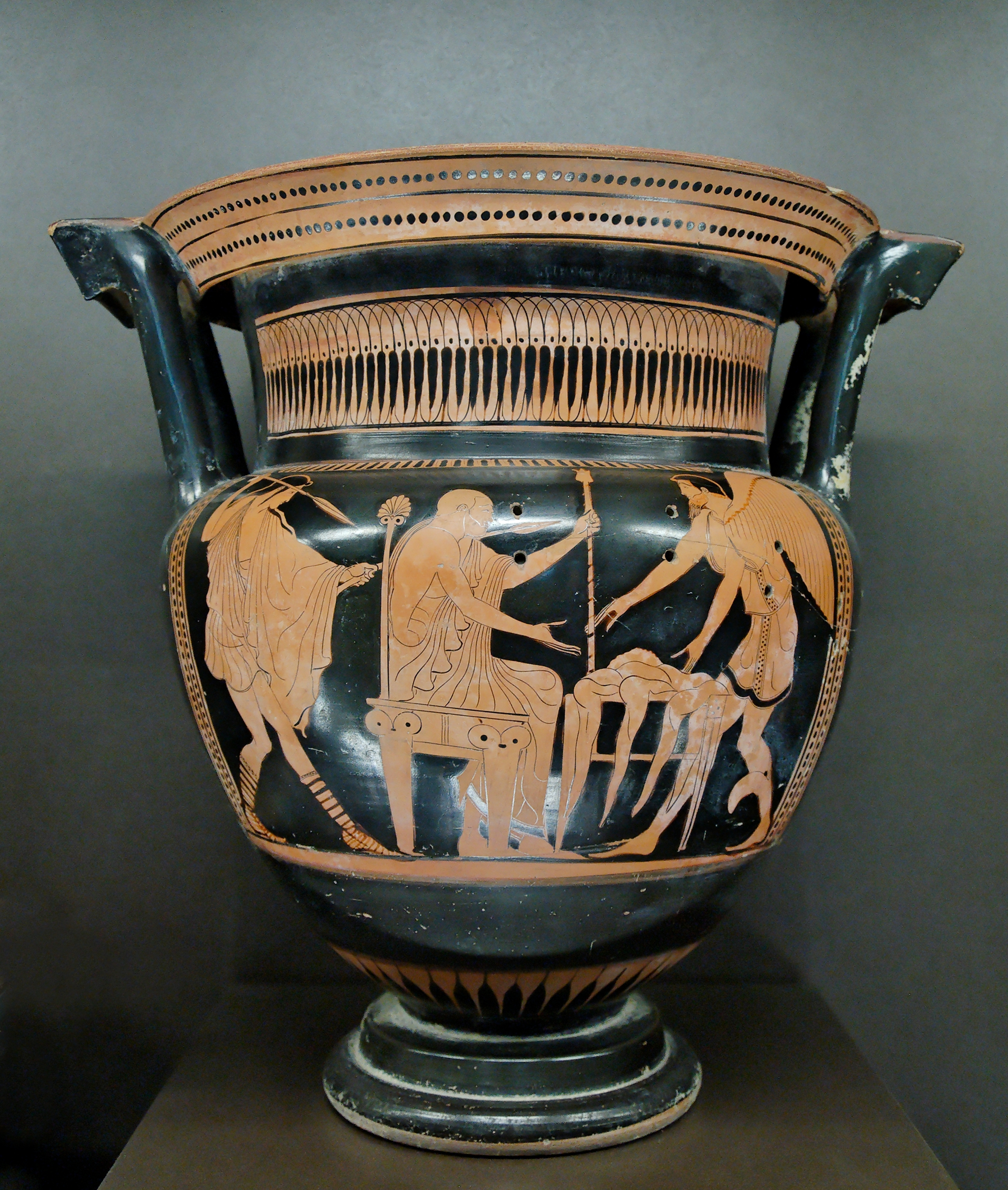
Los Boréadas libran a Fineo de las Harpías. Anverso de una pieza de cerámica ática de figuras rojas (ca. 460 a. C.): una crátera de columnas hallada en Altamura.

En la mitología griega Zetes o más raramente Cetes (Ζήτης / Zḕtēs: «explorador»), era un hijo del dios-viento Bóreas y de Oritía. Tanto él como su gemelo Calais heredaron de su madre una extraordinaria belleza, y de su padre un furor incontenible y un par de alas que les surgieron en la pubertad y que les fueron muy útiles en sus correrías. Zetes destacaba por la rapidez con la que corría, aun sin valerse de sus alas, siendo el vencedor de carrera corta en los juegos fúnebres del rey Pelias.
Ambos hermanos, los Boréadas, inseparables en sus aventuras, formaron parte de la expedición de los argonautas, en el transcurso de la cual ayudaron a su ex cuñado Fineo a liberarse de las terribles harpías que le acosaban. Las persiguieron por el aire hasta que cayeron extenuadas, pero no las mataron por suplicárselo Iris, hermana de las mujeres-monstruo, que prometió que no molestarían más a Fineo. Este, en agradecimiento, indicó a los argonautas una estratagema para atravesar las rocas Simplégades.
Según otra versión, Fineo, que reinaba en Tracia, estaba casado con Cleopatra, hermana de Zetes y Calais, pero luego tomó por esposa a Idea, una princesa escita. Idea sentía celos por los hijos de su marido, por lo que los acusó de haberla ultrajado, así que como castigo se les había llevado a un foso donde se les azotaba continuamente. Zetes y Calais fueron los primeros en intervenir debido al parentesco que los unía con aquellos y los liberaron. Luego los argonautas entablaron combate contra Fineo y los tracios y Heracles mató a Fineo. Así, los hijos de Fineo se unieron a la expedición y su madre, Cleopatra, que estaba presa, fue liberada y ocupó el trono, mientras que Idea tuvo que volver a Escitia.
En un descanso de la expedición se echó en falta al dríope Hilas, que había ido a por agua y no regresó. Se le buscó durante toda la noche pero no hallaron huella de él, porque las ninfas lo habían seducido y le convencieron para que viviese con ellas en una gruta del fondo de un lago. Todos abandonaron la búsqueda menos su gran amigo Heracles y el argonauta Polifemo, que no volvieron al campamento. Cuando amaneció, y viendo que los vientos favorables volvían a soplar, Jasón ordenó no demorar la partida, aunque ello significase abandonar a Heracles y a Hilas en tierra firme. Esta decisión provocó grandes disputas, y cuando algunos intentaron obligar al timonel a cambiar el rumbo, Zetes y Calais se interpusieron y condujeron el barco lejos de allí. Fue por esto por lo que Heracles los mató en la isla de Tenos, donde se les erigió un monumento fúnebre. Los dioses, compadecidos, convirtieron a los mellizos en vientos.